# Кристина Пелакова
Кристина Пелакова (на словашки: Kristína Peláková), е словашка певица, която представя Словакия на Евровизия 2010 с песента "Horehronie" в Осло.